# Horní Bludovice
Horní Bludovice (en polonais : Błędowice Górne ; en allemand : Ober Bludowitz) est une commune du district de Karviná, dans la région de Moravie-Silésie, en République tchèque. Sa population s'élevait à 2 490 habitants en 2021.

## Géographie
Horní Bludovice se trouve à 4 km au sud du centre de Havířov, à 15 km au sud-ouest de Karviná, à 15 km au sud-est d'Ostrava et à 289 km à l'est de Prague.
La commune est limitée par Havířov au nord, par Těrlicko à l'est, par Žermanice au sud, par Bruzovice au sud-ouest et par Kaňovice à l'ouest.

## Histoire
La première mention écrite de la localité date de 1438.

## Transports
Par la route, Horní Bludovice se trouve à 18 km de Karviná, à 20 km d'Ostrava et à 364 km de Prague.